# Проспект Назарбаева (Алма-Ата)
Проспект Нурсултана Назарбаева (каз. Нұрсұлтан Назарбаев даңғылы) — проспект в Алматы, одна из центральных магистралей города. До 1 декабря 2017 года — именовалась улицей Фурманова.

## Расположение
Находится в Медеуском, Бостандыкском, Алмалинском и Жетысуском районах между улицами Тулебаева и Панфилова.
Проходит с севера на юг, от пересечения с проспектом Суюнбая. Пересекает: проспект Райымбека, улицы Жибек Жолы (бывшая Горького), Гоголя, Толе би (бывшая Комсомольская), Богенбай батыра (бывшая Кирова), Кабанбай батыра (бывшая Калинина), Шевченко, Курмангазы, проспект Абая, аль-Фараби и улицу Хаджимукана. Проходит через главную в городе площадь Республики.

## История
Изначально улица Лепсинская формировалась во второй половине XIX века в центральной части Верного и считалась «второразрядной». На улице селились мелкие чиновники, купцы, промышленники и офицеры Верненского гарнизона. Бывшая улица Лепсинская являлась меридианной магистралью, соединяла «кузнечные ряды» с северным предгорьем Заилийского Алатау.
Улица богата историко-революционными событиями. В годы 1-й русской революции, национально-освободительного восстания 1916 года и во время мартовского вооружённого выступления в 1918 года, когда была установлена Советская власть в Верном, здесь проходили демонстрации, выступления солдат, митинги, протесты. 8 июня 1921 года был образован Республиканский союз бедняков Кошчи; в честь этого переименована в улицу 8 июня.
Во второй половине 1920-х годов улица была переименована в честь Дмитрия Фурманова (1891—1926) — советского писателя, уполномоченного РВС Туркестанского фронта по Семиречью, жившего в Верном и руководившего ликвидацией антисоветского мятежа в Верном (11—18 июня 1920). В годы Советской власти реконструирована и перестроена. Подверглась капитальному благоустройству и озеленению местными неприхотливыми видами лиственных пород деревьев, таких как тополь и вяз. Были проложены магистральные оросительные арыки, в которые летом ежедневно пускалась вода. На отдельных градостроительных участках были созданы архитектурные ансамбли. На пересечении с Центральной площадью был создан общественно-политический центр, за архитектуру зданий которого группа архитекторов и конструкторов в 1982 году была удостоена Государственной премии СССР.
В зданиях, расположенных на ней находились государственные, культурно-просветительские учреждения, предприятия. Ранее в зданиях на улице Фурманова располагались: Министерство лёгкой промышленности Казахской ССР, Районный комитет народного контроля, «Главалмаатастрой»; производственные объединения «Южказгеология» и «Алматинская швейная фабрика имени Гагарина», Музей истории медицины и здравоохранения, магазины: «Береке», «Детское питание», «Ландыш», обувной № 13, книжный «Академкнига», проектный институт «Казгипросвязь», автобусный парк № 1 и автокомбинат № 2, кинотеатр «Октябрь».
В настоящее время[когда?]

 в зданиях на проспекте находятся: «Управление Алматинской железной дороги», «Государственная республиканская юношеская библиотека», образовательные школы № 28 им. М Маметовой и № 56 им. К. К. Сатпапева, центральная аптека № 2, Центральный Государственный музей Республики Казахстан и Резиденция президента Республики Казахстан (изначально здание возводилось как комплекс Музея В. И. Ленина на площади Л. И. Брежнева; в связи с политическими волнениями в республике в 1986 году строительство объекта было приостановлено при готовности в 90 %; в 1993 году строительство было возобновлено уже как Резиденции президента Казахстана и было завершено в 1995 году).
В 2007 году на пересечении с проспектом аль-Фараби была построена транспортная развязка.
В 2010—2011 году множество лиственных деревьев по ул. Фурманова были спилены, а вместо них посажены ели.
В 2012 году был снесён кинотеатр «Октябрь», расположенный у сквера на пересечении улиц Фурманова угол Маметовой. Местными властями вместе с кинотеатром также была продана и территория общественного сквера, деревья вырублены. На месте сквера и кинотеатра началось строительство многоэтажных домов Жилого комплекса «Айсулу».
30 ноября 2017 года улица Фурманова была переименована в честь Первого президента Казахстана в проспект Назарбаева.

## Памятники архитектуры
- дом купца Шахворостова (пр. Назарбаева, 99), 1890, архитектор А. П. Зенков. В здании располагается консульство Франции.
- дом почётного гражданина города Верного Т. А. Головизина (пр. Назарбаева, 162), 1905—1908.
- Центральный Государственный музей Республики Казахстан, мкр-н Самал-1 дом 44.
- Здание Казпотребсоюза (1951—1955)
- Резиденция президента Республики Казахстан, (пр. Назарбаева, 205) (ныне снесено)

## Памятники
- Бюст Фурманову Д. А., был установлен в 1967 году на пересечении с улицей Курмангазы, скульптор — Н. С. Журавлёв, архитектор — Х. Якупбаев. Бюст отлит из бронзы, установлен на постаменте из полированного гранита. В июле 2018 года бюст Фурманову Д.А перенесён в сквер «Сары-Арка» около одноимённого кинотеатра, где стоят памятники других руководителей бывшего СССР[6].
- Памятник Нургисе Тлендиеву (пр. Назарбаева, в сквере выше Центрального Государственного музея РК).

## Транспорт
Станции метро Райымбек,
Жибек Жолы,
Алмалы.

## Галерея

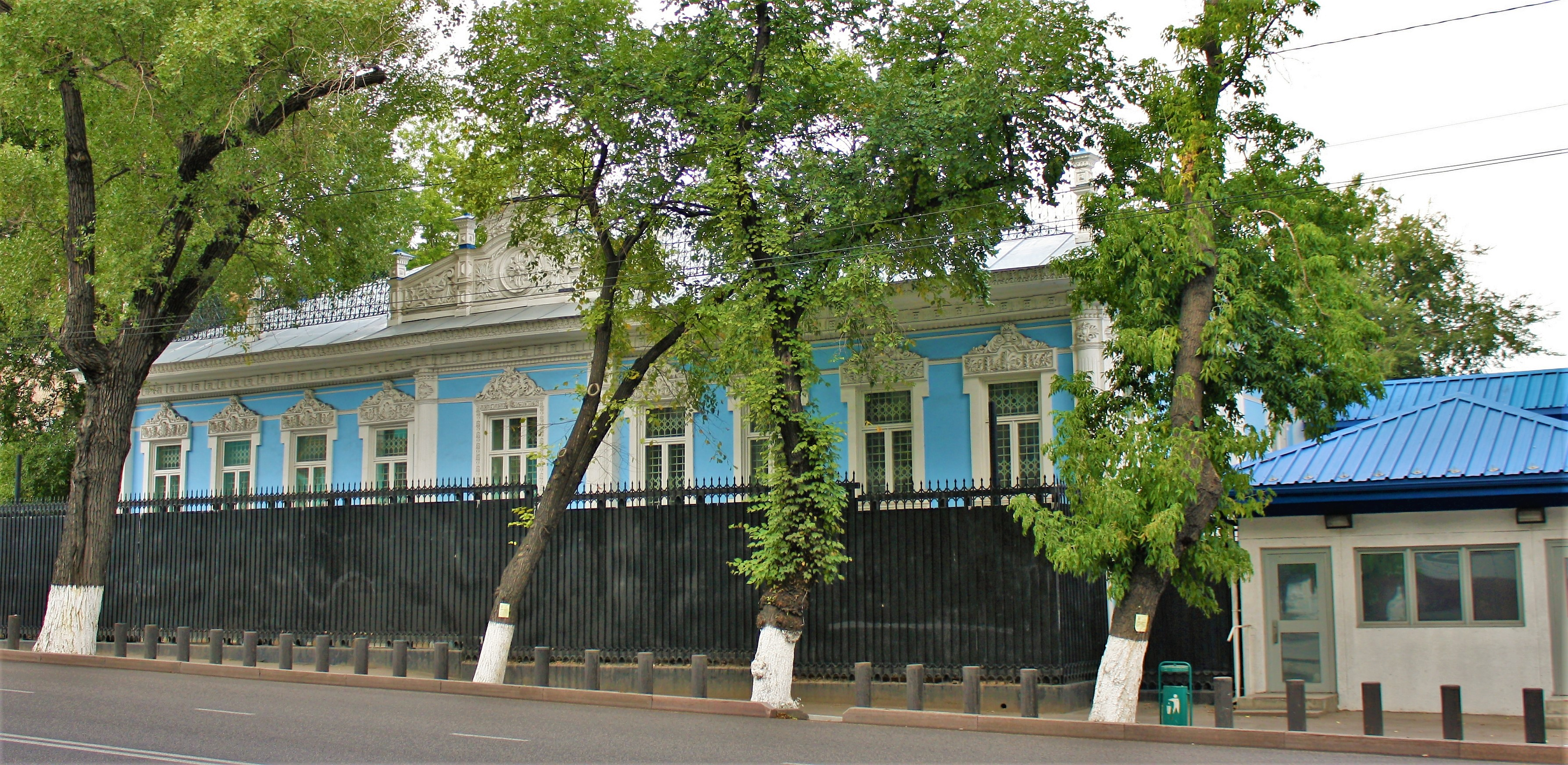
Бывший дом купца Шахворостова
Жилкомплекс «Диалин»
Магазин парфюма и косметики «Французский дом»
Памятник дирижёру Тлендиеву
Центральный Государственный музей Республики Казахстан